# Secretar general
Titlul de  secretar general (uneori prim-secretar) numește o funcție de conducere a unor diferite uniuni, partide sau asociații. 
Unele cazuri în care s-a folosit titlu acesta sunt: 
- Titlul oficial al conducătorului de facto al Uniunii Sovietice era acela de Secretar General al Partidului Comunist al Uniunii Sovietice. Iosif Vissarionovici Stalin este primul care a avut acest titlu caruia i-a conferit o importanță majoră,(fața de importanța mai degraba administrativă care a avut-o la început). Pentru un timp, poziția de secretar general a mai fost cunoscută și sub numele de prim-secretar.  Vezi Lista liderilor Uniunii Sovietice pentru toți cei care au avut această funcție.

- Titlul de  secretar general se referă uneori la funcția liderului unor organizații internaționale: Secretar General al Ligii Națiunilor sau Secretar General al Națiunilor Unite.

- Titlul de  secretar general (sau prim-secretar) poate fi titlul folosit șefii partidelor sau grupurilor politice. Acest înțeles este de cele mai multe ori asociat cu organizațiile comuniste. În cazul Partidului Comunist Chinez, cea mai importantă poziție pe vremea lui  Mao Zedong era aceea de Președinte al Partidului. Ocupantul funcției de secretar general sau de președinte era ales de Biroul Politic.

- Secretar general poate fi și liderul unui sindicat, (în Anglia, de exemplu), sau al unor asociații, precum federațiile de agricultori/fermieri sau cooperative.

- La Academia Română, secretar general este numit managerul instituției, membru al Prezidiului. Conform statutului Academiei, secretarul general conduce aparatul de lucru al Academiei și are responsabilitatea patrimoniului acesteia.[1]
- În cadrul unității administrativ-teritoriale/subdiviziuni administrativ-teritoriale există un secretar general salarizat din bugetul local, funcţionar public de conducere, cu studii superioare juridice, administrative sau politice, ce asigură respectarea principiului legalităţii în activitatea de emitere şi adoptare a actelor administrative, stabilitatea funcţionării aparatului de specialitate al primarului sau, după caz, al consiliului judeţean, continuitatea conducerii şi realizarea legăturilor funcţionale între compartimentele din cadrul acestora.

Birourile sau departamentele conduse de secretarii generali sunt deseori denumite Secretariate.